# Aurora (Coventry)
Aurora is een Brits historisch merk van motorfietsen.
De bedrijfsnaam was: Aurora Motor Mfg. Co. Ltd., Coventry.
Vanaf 1902 ging Aurora motorfietsen produceren door inbouwmotoren van andere in Coventry gevestigde merken te kopen, zoals MMC, Coronet, Whitley en Condor. Tot ca. 1905 was dit tamelijk ongebruikelijk: Britse klanten en fabrikanten hadden meer vertrouwen in inbouwmotoren van het vasteland (hoewel de MMC-motoren in licentie geproduceerde De Dion-Bouton-motoren waren). In 1907 werd de productie echter beëindigd.